# Amt Probstei
La comunità amministrativa di Probstei (Amt Probstei) si trova nel circondario di Plön nello Schleswig-Holstein, in Germania.

## Suddivisione
Comprende 20 comuni:
1. Barsbek (552)
2. Bendfeld (199)
3. Brodersdorf (394)
4. Fahren (131)
5. Fiefbergen (534)
6. Höhndorf (453)
7. Köhn (755)
8. Krokau (404)
9. Krummbek (396)
10. Laboe (5 344)
11. Lutterbek (338)
12. Passade (346)
13. Prasdorf (424)
14. Probsteierhagen (2 230)
15. Schönberg (Holstein)* (6 347)
16. Stakendorf (470)
17. Stein (764)
18. Stoltenberg (320)
19. Wendtorf (967)
20. Wisch (701)

Il capoluogo è Schönberg.
(Tra parentesi i dati della popolazione al 31 dicembre 2021)